# Aldea San Rafael
Aldea San Rafael o Aldea Cuestas es una localidad y centro rural de población con junta de gobierno de 3ª categoría del distrito Espinillo del departamento Paraná, en la provincia de Entre Ríos, República Argentina. Se encuentra sobre un camino rural 9 km al norte de Crespo, 2 km al oeste del arroyo El Espinillo y 2 km al este del arroyo Sauce.
La población de la localidad, es decir sin considerar el área rural, era de 80 personas en 1991 y de 101 en 2001. La población de la jurisdicción de la junta de gobierno era de 397 habitantes en 2001.
A fines del siglo XIX el gobernador Clemente Basavilbaso inauguró el ramal férreo desde Nogoyá a la ciudad de Paraná y vio en esta zona un futuro promisorio para la agricultura. Envió emisarios quienes desde Crespo fueron llevados hasta la estancia de Marcos Cuestas. Un contingente de alemanes del Volga compró las tierras junto a la casona de los Cuestas (la cual se mantuvo en pie muchos años), la cual encabezaba la aldea. Según registros orales un alemán del Volga radicado en los Estados Unidos permitió con un crédito a los propietarios pagar sus terrenos, habida cuenta del bajo valor de los cereales. La escuela primaria comenzó a funcionar en 1913 y actualmente cuenta con escuela secundaria.
Los límites jurisdiccionales de la junta de gobierno fueron establecidos por decreto 692/2000 MGJE del 2 de febrero de 2000.